# ジャスティン・トーパ
- ジャスティン・トパ

ジャスティン・ロバート・トーパ（Justin Robert Topa, 1991年3月7日 - ）は、アメリカ合衆国ニューヨーク州ビンガムトン出身のプロ野球選手（投手）。右投右打。MLBのミネソタ・ツインズ所属。

## 経歴

### プロ入り前
ロングアイランド大学ブルックリン校在学時の2012年にはトミー・ジョン手術を受けている。2012年、MLBドラフト33巡目（全体1012位）でシンシナティ・レッズから指名されたが、この時は契約しなかった。

### プロ入りとパイレーツ傘下時代
2013年のMLBドラフト17巡目（全体509位）でピッツバーグ・パイレーツから指名されプロ入り。契約後、傘下のA-級ジェームズタウン・ジャマーズでプロデビュー。19試合に登板して5勝2敗、防御率2.19、33奪三振を記録した。
2014年はA級ウェストバージニア・パワーでプレーし、25試合（先発14試合）に登板して4勝8敗1セーブ、防御率6.09、50奪三振を記録した。
2015年は5月に自身2度目となるトミー・ジョン手術を受けたため、全休した。
2016年はルーキー級ガルフ・コーストリーグ・パイレーツとA+級ブレイデントン・マローダーズでプレーし、2球団合計で10試合に登板して2勝0敗、防御率2.13、8奪三振を記録した。
2017年4月1日に自由契約となった。

### 独立リーグ時代
2017年5月に独立リーグであるカナディアン・アメリカン・リーグ（当時）のロックランド・ボールダーズと契約を結び、20試合（先発19試合）に登板して14勝3敗、防御率3.50、80奪三振を記録した。
2018年は4試合（先発3試合）に登板して1勝1敗、防御率4.43、15奪三振を記録した。

### レンジャーズ傘下時代
2018年6月17日にテキサス・レンジャーズとマイナー契約を結んだ。レンジャーズ傘下ではA+級ダウンイースト・ウッドダックスとAA級フリスコ・ラフライダーズでプレーし、2球団合計で10試合（先発7試合）に登板して2勝4敗、防御率6.85、38奪三振を記録した。オフの11月2日にFAとなった。

### ブルワーズ時代
2019年3月28日にミルウォーキー・ブルワーズとマイナー契約を結んだ。この背景には大学生を相手に投げた様子を収めたTwitter動画がきっかけになったという。この年は傘下のA+級カロライナ・マドキャッツとAA級ビロクシ・シャッカーズでプレーし、2球団合計で33試合に登板して0勝6敗3セーブ、防御率3.38、41奪三振を記録した。
2020年8月31日にメジャー契約を結んでアクティブ・ロースター入りし、翌日の9月1日のデトロイト・タイガース戦でメジャーデビュー。この年メジャーでは6試合に登板して0勝1敗、防御率2.35、12奪三振を記録した。
2021年からの2年間は両年共に肘痛で長期した影響もあり、計11試合の登板にとどまった。

### マリナーズ時代
2023年1月7日にジョセフ・ヘルナンデスとのトレードで、シアトル・マリナーズへ移籍した。

### ツインズ時代
2024年1月29日にホルヘ・ポランコとのトレードで、アンソニー・デスクラファニー、ゲイブリエル・ゴンザレス、ダレン・ボウエン、金銭と共にミネソタ・ツインズへ移籍した。

## 詳細情報

### 年度別投手成績
| 年 度    | 球 団    | 登 板 | 先 発 | 完 投 | 完 封 | 無 四 球 | 勝 利 | 敗 戦 | セ 丨 ブ | ホ 丨 ル ド | 勝 率 | 打 者 | 投 球 回 | 被 安 打 | 被 本 塁 打 | 与 四 球 | 敬 遠 | 与 死 球 | 奪 三 振 | 暴 投 | ボ 丨 ク | 失 点 | 自 責 点 | 防 御 率 | W H I P |
| -------- | -------- | ----- | ----- | ----- | ----- | -------- | ----- | ----- | -------- | ----------- | ----- | ----- | -------- | -------- | ----------- | -------- | ----- | -------- | -------- | ----- | -------- | ----- | -------- | -------- | ------- |
| 2020     | MIL      | 6     | 0     | 0     | 0     | 0        | 0     | 1     | 0        | 0           | .000  | 30    | 7.2      | 7        | 1           | 0        | 0     | 0        | 12       | 0     | 0        | 3     | 2        | 2.35     | 0.91    |
| 2021     | MIL      | 4     | 0     | 0     | 0     | 0        | 0     | 0     | 0        | 0           | ----  | 23    | 3.1      | 12       | 2           | 1        | 1     | 0        | 1        | 0     | 0        | 11    | 11       | 29.70    | 3.90    |
| 2022     | MIL      | 7     | 0     | 0     | 0     | 0        | 0     | 0     | 0        | 1           | ----  | 35    | 7.1      | 9        | 0           | 4        | 1     | 0        | 4        | 0     | 0        | 6     | 4        | 4.91     | 1.77    |
| 2023     | SEA      | 75    | 0     | 0     | 0     | 0        | 5     | 4     | 3        | 23          | .556  | 279   | 69.0     | 61       | 4           | 18       | 4     | 3        | 61       | 0     | 0        | 26    | 20       | 2.61     | 1.14    |
| 2024     | MIN      | 3     | 0     | 0     | 0     | 0        | 0     | 0     | 0        | 0           | ----  | 8     | 2.1      | 1        | 0           | 0        | 0     | 0        | 2        | 0     | 0        | 0     | 0        | 0.00     | 0.43    |
| MLB：5年 | MLB：5年 | 95    | 0     | 0     | 0     | 0        | 5     | 5     | 3        | 24          | .500  | 375   | 89.2     | 90       | 7           | 23       | 6     | 3        | 80       | 0     | 0        | 46    | 37       | 3.71     | 1.26    |

- 2024年度シーズン終了時

### 年度別守備成績
| 年 度 | 球 団 | 投手（P） | 投手（P） | 投手（P） | 投手（P） | 投手（P） | 投手（P） |
| 年 度 | 球 団 | 試 合     | 刺 殺     | 補 殺     | 失 策     | 併 殺     | 守 備 率  |
| ----- | ----- | --------- | --------- | --------- | --------- | --------- | --------- |
| 2020  | MIL   | 6         | 0         | 1         | 0         | 0         | 1.000     |
| 2021  | MIL   | 4         | 0         | 0         | 0         | 0         | ----      |
| 2022  | MIL   | 7         | 1         | 4         | 0         | 0         | 1.000     |
| 2023  | SEA   | 75        | 7         | 13        | 2         | 0         | .909      |
| 2024  | MIN   | 3         | 1         | 1         | 0         | 0         | 1.000     |
| MLB   | MLB   | 95        | 9         | 19        | 2         | 0         | .933      |

- 2024年度シーズン終了時

### 背番号
- 56（2020年 - 2022年）
- 48（2023年 - ）